# 富士市立吉永第二小学校
富士市立吉永第二小学校（ふじしりつ よしながだいにしょうがっこう）は、静岡県富士市鵜無ケ淵にある公立小学校。
校地面積17,920m2（うち校舎面積3,758m2、屋体面積1,055m2）。

## 目標
学校教育目標
- 「かがやく瞳 ひびき合う心 ひろげる力」

＜ 自立 共生 発信 ＞
重点目標
- 「共に 育ち合う子」

## 沿革
- 1872年 （明治5年）- 今泉村神戸常願寺に寺子屋を開設
- 1875年 （明治8年）- 神戸常願寺に七邑舎設立
- 1889年 （明治22年）- 吉永村穆清小学校分教場に分離
- 1892年 （明治25年）- 吉永村鵜無ヶ淵尋常小学校に改称
- 1906年 （明治39年）- 勢子辻分校開校[3]
- 1941年 （昭和16年）- 富士郡吉永村吉永第二国民学校と改称
- 1947年 （昭和22年）- 富士郡吉永村立吉永第二小学校と改称
- 1954年 （昭和29年）- 吉原市立吉永第二小学校と改称
- 1966年 （昭和41年）- 富士市立吉永第二小学校と改称
- 1971年 （昭和46年）- 学制百年を祝う会を挙行
- 1981年 （昭和56年）- 勢子辻分校閉校
- 1988年 （昭和63年）- 校舎改築移転、落成式
- 1989年 （平成元年）- 体育館・プール落成式
- 1994年 （平成6年）- 西校舎新築
- 2006年 （平成18年）- 児童クラブ設置
- 2010年 （平成22年）- 太陽光発電開始

## 通学区域
- 間門町、鵜無ヶ淵町1.2、桑崎町、石井町、勢子辻、陽光台東、陽光台西、陽光台南[4]

- 特別支援学級が設置されていないため、知的学級の児童は富士市立富士見台小学校へ、情緒学級の児童は富士市立神戸小学校へ通学する[5]。

## 進学先中学校
- 富士市立吉原北中学校[4]

## 生徒数・学級数・職員数
| 生徒数                  | 学級数 | 職員数 |
| ----------------------- | ------ | ------ |
| 132人                   | 6(0)   | 13人   |
| ※カッコ内は特別支援学級 |        |        |